# Nina Mattenklotz
Nina Mattenklotz (* 1980 in Gütersloh, Nordrhein-Westfalen) ist eine deutsche Theaterregisseurin. In ihrer Arbeit beschäftigt sie sich u. a. mit sozialen Klassen, geschlechtsspezifischen Herrschaftsverhältnissen und deren Reflexion in den Bereichen Familie, Liebe und Arbeit.

## Leben und Ausbildung
Nina Mattenklotz begann 2000 ihr Studium an der Universität Hamburg, an der sie bis 2004 Medienkultur, Neuere deutsche Literatur und Psychologie im Rahmen ihres Bachelorstudiums studierte. Von 2004 bis 2008 studierte sie Regie an der Theaterakademie Hamburg, Hochschule für Musik und Theater. Einige ihrer in der Studienzeit erarbeiteten Inszenierungen wurden zu Festivals, wie dem Körber Studio Junge Regie („Elektra“) und dem Heidelberger Stückemarkt eingeladen.

## Karriere
Nach ihrem Studium war Nina Mattenklotz an renommierte Theaterhäusern im deutschsprachigen Raum tätig. Sie inszenierte unter anderem am Schauspielhaus Wien, Schauspiel Stuttgart, Nationaltheater Weimar, Kampnagel Hamburg, Theater Bremen, Luzerner Theater und Theater St. Gallen. Eine langjährige Zusammenarbeit verbindet sie mit der freien Hamburger Theatergruppe Theater Triebwerk. Im Jahr 2008 wurde sie mit dem Doctores-Völschau-Preis für Nachwuchsregie ausgezeichnet.